# Žeranovice
Žeranovice település Csehországban, Kroměříži járásban. Žeranovice Martinice, Lechotice, Zahnašovice, Horní Lapač, Fryšták és Racková településekkel határos. Lakosainak száma 808 fő (2024. január 1.).

## Népesség
A település lakosságának változását az alábbi diagram mutatja:
| Lakosok száma | 815  | 601  | 631  | 636  | 687  | 748  | 775  | 787  | 810  | 808  |
|               | 1869 | 1890 | 1921 | 1950 | 1980 | 2001 | 2017 | 2019 | 2022 | 2024 |